# Pfarrhof (Poysdorf)

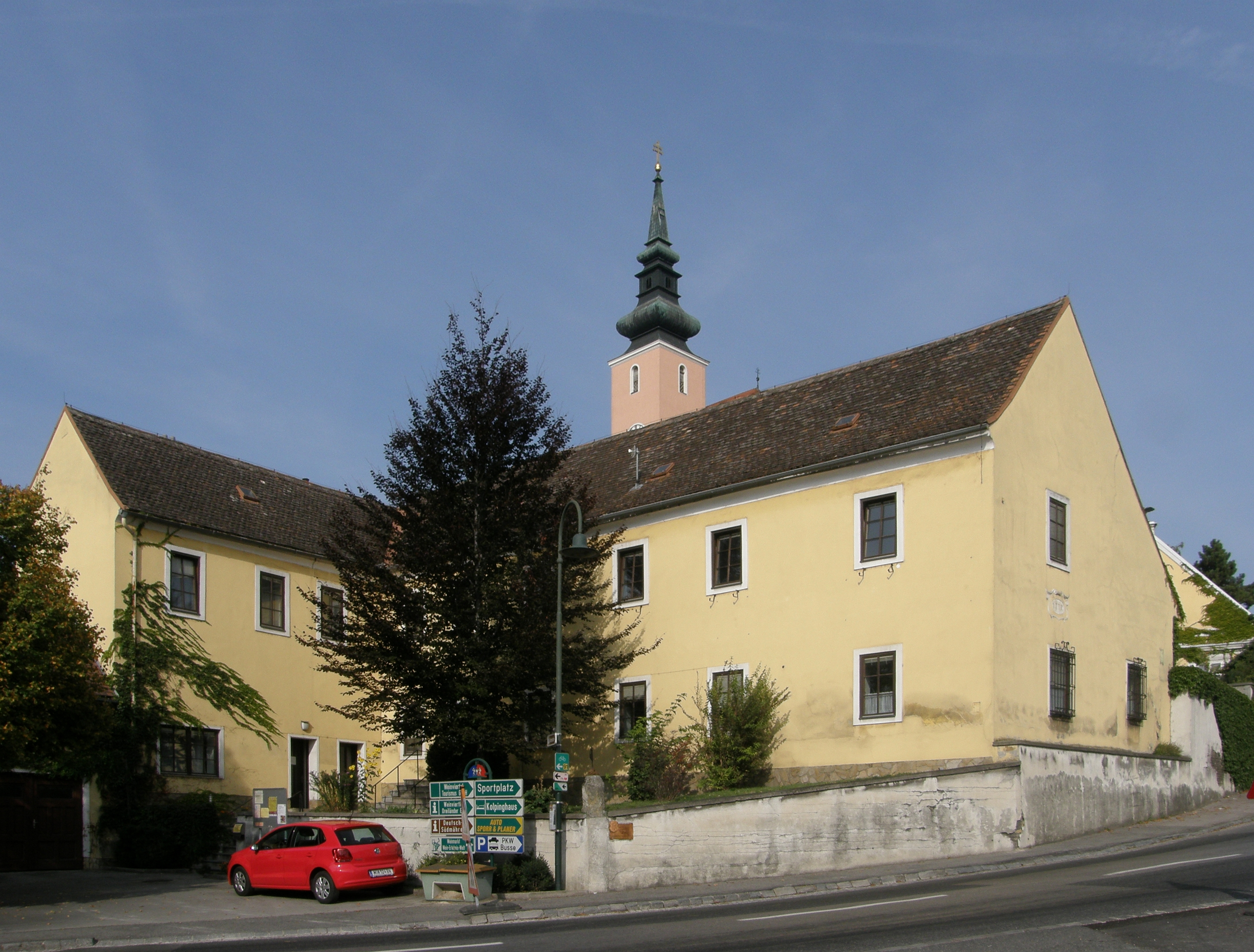
Pfarrhof Poysdorf

Der Pfarrhof am Josephsplatz von Poysdorf in Niederösterreich ist ein denkmalgeschützter Barockbau aus dem 17. Jahrhundert.
Der Pfarrhof wurde 1732 umgebaut und im 19. sowie im 20. Jahrhundert verändert. Das zweigeschoßige Gebäude hat einen hakenförmigen Grundriss. Die Räume im Erdgeschoß sind tonnengewölbt. An der Südostecke der Umfriedung sind Reste des ehemaligen Prangers von 1594 erhalten.